# Lisków (gromada)
Lisków – dawna gromada, czyli najmniejsza jednostka podziału terytorialnego Polskiej Rzeczypospolitej Ludowej w latach 1954–1972.
Gromady, z gromadzkimi radami narodowymi (GRN) jako organami władzy najniższego stopnia na wsi, funkcjonowały od reformy reorganizującej administrację wiejską przeprowadzonej jesienią 1954 do momentu ich zniesienia z dniem 1 stycznia 1973, tym samym wypierając organizację gminną w latach 1954–1972.
Gromadę Lisków z siedzibą GRN w Liskowie utworzono – jako jedną z 8759 gromad na obszarze Polski – w powiecie kaliskim w woj. poznańskim, na mocy uchwały nr 22/54 WRN w Poznaniu z dnia 5 października 1954. W skład jednostki weszły obszary dotychczasowych gromad Lisków, Lisków-Rzgów, Żychów, Wygoda, Liskowskie Budy i Ciepielów oraz miejscowości Nadzież i Rakowice z dotychczasowej gromady Nadzież ze zniesionej gminy Strzałków, a także obszar dotychczasowej gromady Trzebienie ze zniesionej gminy Koźminek – w tymże powiecie. Dla gromady ustalono 27 członków gromadzkiej rady narodowej.
1 stycznia 1958 do gromady Lisków włączono miejscowość Swoboda z gromady Strzałków w tymże powiecie.
1 stycznia 1960 do gromady Lisków włączono obszary zniesionych gromad Strzałków i Zakrzyn w tymże powiecie.
Gromada przetrwała do końca 1972 roku, czyli do kolejnej reformy gminnej. 1 stycznia 1973 w powiecie kaliskim utworzono gminę Lisków.